# Neokonservatismus
Der Neokonservatismus, auch Neokonservativismus (griechisch νέος néos, deutsch ‚neu‘ und lateinisch conservare ‚erhalten, bewahren‘), ist eine politische Ideologie. Zwar ist auch schon mit Bezug auf die Zeit der Weimarer Republik in Deutschland von Neokonservatismus (auch „jungkonservativ“ oder Konservative Revolution) die Rede, doch bezieht sich der Begriff vornehmlich auf Teile des Konservatismus in den Vereinigten Staaten. Dort spricht man zur Abgrenzung zu anderen Strömungen des Konservatismus bzw. Konservativismus von den Neocons.

## Definition
Der Neokonservatismus hat sich seit Ende der 1960er Jahre zu seiner heutigen Gestalt entwickelt. Zu dieser Zeit brach angesichts des Vietnamkriegs und revisionistischer Interpretationen des Kalten Kriegs der liberale antikommunistische Konsens zusammen, der bis dahin die amerikanische Außenpolitik gekennzeichnet hatte und von dem die Neokonservativen ein Teil gewesen waren.
Fundamentale Merkmale des Konservatismus wie der Vorrang von Familie, Heimat, Patriotismus, Staat und Nation sowie die Betonung von Religion sind auch dem Neokonservatismus eigen. Insgesamt weist er viele unterschiedliche Ansichten auf: Liberale Ansätze befürworten Sozialpolitik und staatliche Eingriffe in die Wirtschaft, während andere diese auf ein Minimum beschränkt wissen möchten. Manche sprechen außenpolitisch einer aggressiven Interventionspolitik das Wort, während andere auf diesem Feld zur Zurückhaltung mahnen. Der Neokonservativismus unterscheidet sich von anderen Formen des tradierten Konservatismus (oder Konservativismus) in zentralen Punkten, weil neokonservative Theoretiker das Verhältnis von Freiheit und Ordnung bzw. Überlieferung und Fortschritt anders gewichten. Der Neokonservatismus strebt nach aktiver Veränderung statt nach reinem Festhalten an Vergangenem und wird deshalb gelegentlich auch als „Neue konservative Revolution“ (New Conservative Revolution) bezeichnet (analog: Konservative Revolution der Weimarer Zeit).
Die Weltsicht vieler Neokonservativer wird durch Francis Fukuyamas Theorem vom „Ende der Geschichte“ geprägt: Die marktwirtschaftlich organisierte Demokratie westlichen Musters habe sich demzufolge als quasi endgültiges gesellschaftliches Konstrukt weltweit geschichtlich durchgesetzt. Gleichzeitig bestünden überkommene oder neu belebte Konflikte fort (vgl. u. a. Samuel P. Huntington und dessen These vom „Clash of Civilizations“, dem „Kampf der Kulturen“), denen man sich offensiv, notfalls militärisch stellen müsse. Allerdings sei bei dem weltweit angestrebten und von Vertretern des Neokonservatismus postulierten „Übergang zum demokratischen  Kapitalismus“ die Frage der Vorherrschaft im „westlichen Lager“ selbst zu klären, weil es hier europäisch-amerikanische Gegensätze gebe. Fukuyama distanziert sich von der Realpolitik der Neokonservativen. Er kritisierte z. B. den Irakkrieg der neokonservativ geprägten Bush-Regierung und nannte ihn „leninistisch“.
Der Neokonservatismus gewann in der Person führender Politiker wie Paul Wolfowitz oder Richard Perle prägenden Einfluss auf die Grundzüge der amerikanischen Außenpolitik unter George W. Bush 2001 bis 2009. Diese Politiker und Intellektuellen gelten wegen ihrer Befürwortung militärischer Konfliktregulierung oftmals als außenpolitische Hardliner („Falken“) und werden als Architekten eines interventionistischen Unilateralismus der USA angesehen. Vielfach wird auch ein „imperiales Projekt“ dieser Kreise ausgemacht, das die US-amerikanische Hegemonie in der Welt sichern und internationale Organisationen als Garanten des Weltfriedens entweder ablösen oder – sozusagen unter US-„Schirmherrschaft“ – umfassend transformieren will. Diese hegemoniale Vision gilt manchen aufgrund ihrer tiefgreifenden Implikationen als kaum durchsetzbar, zumal sie – historisch gesehen – in Anspruch und Ausmaß den bislang wohl weitreichendsten Entwurf einer „Neuen Weltordnung“ (George Bush Senior) darstellt.

## Standpunkte

### Außenpolitik
Die politische Gruppierung der Neokonservativen unterstützt einen rigorosen Antikommunismus und profilierte sich in den vergangenen 25 Jahren insbesondere durch die Befürwortung einer interventionistischen Außenpolitik und unilateraler Hegemonieansprüche. Zu Beginn des Irakkrieges veröffentlichte Richard Perle am 22. März 2003 im britischen Spectator einen Artikel unter dem Titel United They Fall, in dem die Position der Neocons zu internationalen Institutionen und zum internationalen Recht zum Ausdruck kommt. Saddam Husseins Terrorherrschaft, so Perle damals, stehe vor einem schnellen Ende. Er werde aber nicht allein fallen, sondern – in einer Ironie des Abschieds – auch die Vereinten Nationen mit zu Fall bringen. Es werde nicht die gesamte UNO, aber die Vorstellung der UN als das Fundament der „Neuen Weltordnung“ sterben:

“[…] in a parting irony he will take the United Nations down with him. Well, not the whole United Nations. The ‘good works’ part will survive, the low-risk peace-keeping bureaucracies will remain, the looming chatterbox on the Hudson will continue to bleat. What will die in Iraq is the fantasy of the United Nations as the foundation of a new world order.”

In den Ruinen des Iraks seien auch die intellektuellen Trümmer der liberalen Einbildung zu besichtigen, es gäbe Sicherheit durch internationales Recht, administriert von internationalen Organisationen. Es sei eine „gefährlich falsche“ Idee, nur der UN-Sicherheitsrat könne die Anwendung von Gewalt legitimieren.

### Wirtschafts- und Sozialpolitik
Frühe Neokonservative setzten in bestimmten Bereichen durchaus auf Staatsinterventionismus und vertraten noch in den 1970er Jahren nach europäischen Maßstäben beinahe „sozialdemokratische“ Wohlfahrtsstaat-Positionen. Später jedoch deckten sich die elementaren wirtschafts- und sozialpolitischen Konzepte der Neocons – jedenfalls derer, die in der Politik tatsächlich Einfluss erlangten – häufig mit jenen neoliberaler Theoretiker und gingen (insbesondere bei deren Umsetzung in politische Praxis) mitunter noch weit darüber hinaus. Wegbereiter dieses Denkens waren Ökonomen wie Milton Friedman, Israel Kirzner oder Alan Greenspan, für die neoliberale Werte wie Deregulierung, Freiheit des Unternehmertums und niedrige Steuern wichtiger waren als der aus ihrer Sicht dysfunktionale Wohlfahrtsstaat. Theoretiker wie Frank Schulz sprechen von einem „marktgläubigen Status-quo-Konservatismus“. Steuerkürzungen in großem Umfang – vor allem aber für die oberen Einkommensschichten gemäß der Trickle-down-Theorie – weitreichende Kürzungen im Bereich der sozialen Sicherungssysteme mit der Teilprivatisierung des Rentensystems (Einführung von Alterssicherungsfonds) sowie Kürzungen bei der Gesundheitsversorgung und -vorsorge (die Zahl der US-Amerikaner ohne Krankenversicherung stieg in der ersten Amtszeit Bushs dem US Census Bureau zufolge von 39,8 Millionen im Jahr 2000 auf 43,6 Millionen im Jahr 2002) prägten die konkrete Wirtschafts- und Sozialpolitik der Bush-Regierung. Im Londoner Guardian kommentierte der ehemalige Clinton-Berater und Autor des Buches The Clinton Wars, Sidney Blumenthal, Bushs Politik am 20. Januar 2005 so:

„In seiner ersten Amtszeit versprach er ‚mitfühlenden Konservatismus‘ (compassionate conservatism). In seiner zweiten Amtszeit verspricht er einen Kasino-Konservatismus, die Restauration des ‚boom and bust‘, die er die ‚Eigentümergesellschaft‘ (ownership society) nennt. Er hat seine Präsidentschaft darauf verwettet.“

Bush gehe ein hohes Risiko ein mit „seinem Anschlag auf den Gesellschaftsvertrag“ (Blumenthal). Andere Kritiker sahen zudem insbesondere in der horrenden Verschuldung der USA gegenüber dem Ausland eine zunehmende Gefahr auch im Hinblick auf die weitgesteckten außenpolitischen Ziele. In diesem Zusammenhang wurde oft vom imperial overstretch (der imperialen Überdehnung) gesprochen.

### Retraditionalisierung der Geschlechterrollen
Neokonservative propagieren eine Wiederherstellung traditioneller Geschlechterrollen und eine Stärkung „traditioneller Familien“, um die sozialen Strukturen an den von ihnen geforderten freien Kapitalismus anzupassen. Die Familie solle eine Alternative zum Wohlfahrtsstaat darstellen, wodurch Kürzungen der Budgets für Gesundheit, Bildung und Soziales legitimiert werden können. „Traditionelle Werte“ sollen den moralischen Verfall durch die konsumorientierte Gesellschaft abfedern.

## Ursprünge und Hintergründe des Neokonservatismus

### Die Wurzeln in der„Old Left“(alten Linken)
Die intellektuellen Gründer des Neokonservativismus, Daniel Bell, Nathan Glazer, Irving Howe und ihr „Spiritus rector“ Irving Kristol, waren in den 1930er und 1940er Jahren Absolventen des City College of New York, einer Kaderschmiede, die wegen ihrer harten Aufnahmekriterien bei fehlenden Studiengebühren als „Harvard des Proletariats“ bezeichnet wurde. Diese Intellektuellen waren großteils Kinder jüdischer Immigranten aus Ost- und Ostmitteleuropa, einer Bevölkerungsgruppe, die oft besonders unter Armut zu leiden hatte. Diese Herkunft schuf eine Distanz der Intellektuellen zum dogmatischen puritanischen Konservatismus der wohlhabenden Republikaner und machte sie zunächst zugänglich für die Ideen des Sozialismus und des Kommunismus. Die Weltwirtschaftskrise und der Stalinismus radikalisierte in den 1930er Jahren auch die Studentenschaft des City College of New York. Später gehörten auch Studierende des Columbia College wie Norman Podhoretz zu dieser Gruppe, die meist den New Deal unterstützte.
Kristol jedoch war aktives Mitglied der Young People’s Socialist League der trotzkistischen Vierten Internationale. Für ihn erschien aus späterer Perspektive die Rebellion der jungen Antistalinisten in den 1930er Jahren „gesünder“ (healthier) als die Studentenbewegung der 1960er, die den Glauben an Amerika aufgegeben hätten.
Durch den Aufstieg des Nationalsozialismus näherten sich viele jüdische Intellektuelle wie Nathan Glazer der zionistischen Bewegung an. Durch den Zweiten Weltkrieg wurden sie zusätzlich extrem sensibilisiert für jede Einschränkung ihrer Rechte. In der Folge wurden für sie die ultraliberalen amerikanischen Werte und die Freiheitsideologie wichtiger als die traditionellen sozialen und religiösen Bindungen der Paläokonservativen; sie tendierten stattdessen dazu, sie auf die ganze Welt zu übertragen, während die Altkonservativen die Wichtigkeit der Bindung dieser Werte an das Mutterland betonten.

### Die Abkehr von den sozialen Bewegungen und der liberalen Kultur
Noch in den 1950er Jahren hatten die zukünftigen jüdischen Neokonservativen die Idee der USA als Melting pot begrüßt. Doch der Aufstieg der Bürgerrechtsbewegung der Afroamerikaner brachte einige jüdische Amerikaner in eine schwierige Situation. Da sie die Egalisierung der Rassenunterschiede als identitätsbedrohend empfanden, betrachteten sie alle Bewegungen, die dieses forderten, als potenzielle Gegner. Für Nathan Glazer bildeten neben der Industriearbeiterschaft und Einwanderern vor allem die Schwarzen eine soziale Basis für den Kommunismus in den USA; ihre breite Mobilisierung sei allerdings an der Indifferenz der Kommunisten gegenüber der Identitäts- und Rassenfrage gescheitert. Glazer und Daniel Patrick Moynihan – später Berater Präsident Nixons und Botschafter der USA bei den Vereinten Nationen – wiesen in einem weitverbreiteten Buch die Melting-Pot-These explizit zurück. Insgesamt standen die zukünftigen Neokonservativen der Bürgerrechtsbewegung, dem Wirken von Martin Luther King und Gesetzen wie den Civil Rights Acts von 1964 und 1965 im Gegensatz zu vielen traditionellen amerikanischen Konservativen jedoch noch wohlwollend gegenüber.
Der entscheidende Moment der Abkehr der zukünftigen Neokonservativen von der Demokratischen Partei war der von ihnen in der Auseinandersetzung mit dem Vietnamkrieg wahrgenommene Linksschwenk der Partei unter dem Druck der New Left (Neue Linke). Diese war pazifistisch und auf Entspannungspolitik ausgerichtet, während die zukünftigen Neokonservativen an der strikt antikommunistischen Linie früherer demokratischer Präsidenten wie Harry S. Truman, John F. Kennedy oder Lyndon B. Johnson festhalten wollten. Als die Parteilinken 1972 George McGovern als Präsidentschaftskandidaten durchsetzten, der die Wahl haushoch verlor, orientierte sich diese Gruppe zunächst an Henry M. Jackson, einem Senator aus Washington, der aktive Sozialpolitik im Innern mit einem strikten Antikommunismus in der Außenpolitik verband. Schließlich geriet die Alternativkultur mit ihrer Popmusik und der sexuellen Befreiung insgesamt in den Fokus auch der neokonservativen Kritik, da sie – so ein Bestseller von Allan Bloom – moralische Werte aushöhle, zum kulturellen Relativismus und damit zur Schwäche führe und den Staat von innen bedrohe. Damit nahm Bloom ebenso wie Norman Podhoretz, der das Buch begrüßte, eine Zwischenposition zwischen Paläo- und Neokonservativen ein. Podhoretz schlug als ein Mittel gegen die liberale Erziehung die Verwendung von Platos Schriften und der hebräischen Bibel zur Denkschulung an den Hochschulen vor. Die Abkehr vieler vor allem jüdischer Intellektueller von der politischen Linken in den 1970er Jahren beschreibt auch der Historiker George H. Nash.
Ein weiteres Motiv des verstärkten Engagements jüdischer Intellektueller in der US-Außenpolitik, aber auch ihrer Radikalisierung seit den 1960er Jahren war die Sorge um die Sicherheit Israels. Dafür wurden die Beziehungen zu den sozialen Bewegungen, teils aber auch zum traditionalistischen Flügel der Republikanischen Partei gekappt. Seit 1970 führte das zu heftigen ideologischen Konflikten innerhalb der Republikaner, die sich vor allem am Aufstieg von Ronald Reagan festmachten, der für die Altkonservativen ein zweifelhafter Emporkömmling, für die Neokonservativen aber ein Hoffnungsträger war.

## Theorie und Praxis
Aufgrund der neuartigen Verbindung unterschiedlicher Positionen geraten die Grenzen der politischen Ideologie des Neokonservatismus bisweilen unscharf. Es lassen sich allerdings durchaus wichtige Haltungen und Einstellungen benennen, die die Neokonservativen miteinander verbinden. Diese stammen überwiegend aus den Zeiten des Kalten Krieges, als die Neocons vielfach noch den Demokraten nahestanden (wie zum Beispiel Jeane Kirkpatrick, die sozusagen – neben anderen aus dieser Ära – die Brücke vom Reaganism zum Neo-conservatism verkörperte): staatliche Verantwortung in der Wirtschaft zur Aufrechterhaltung des sozialen Friedens (eine Forderung, die allerdings weitestgehend rhetorisch blieb und spätestens seit Reagan ins schiere Gegenteil kippte), Wertkonservatismus im Sinne der Erhaltung eines starken Amerikas im Innern und eine auf nicht konterkarierbare militärische Dominanz setzende Außenpolitik. Auffallend ist die Dichotomisierung in Gut und Böse, die auch nach dem Ende des Kalten Krieges das Weltbild der Neocons bestimmt.

### Die Abgrenzung von traditionellen Konservativen
Die grundsätzlichen Ansichten und Positionen der Neokonservativen unterlagen in den letzten drei Jahrzehnten bis zur Jahrtausendwende mehrmaligem Wandel und gerieten, wie noch zu zeigen sein wird, oft in vielerlei Aspekten inkonsistent – nicht zuletzt deshalb, weil zu Vielem gar keine über das Proklamatorische und Deklamatorische hinausreichenden theoretischen Konzepte vorliegen.
“Is there any ‘there’ there?”, fragt sich Irving Kristol selbst noch 2003 in einem Artikel – was ist das Besondere am Neokonservatismus? Damals hieß es noch:

„Ein richtig verstandener Wohlfahrtsstaat kann ein integraler Bestandteil einer konservativen Gesellschaft sein.“

Wirtschaftsethik sei in jeder Zivilisation richtigerweise „durch moralische und religiöse Tradition definiert, und es ist ein Eingeständnis moralischen Bankrotts zu behaupten, dass das, was das Gesetz nicht ausdrücklich verbietet, deshalb schon moralisch erlaubt ist“, schreibt Kristol in den 1980er Jahren. „Die Menschen brauchen Religion. Sie ist ein Bindemittel moralischer Tradition. Sie spielt eine entscheidende Rolle. Nichts kann ihre Stelle einnehmen“, betont er in Two Cheers for Capitalism.
In bestimmten Kernfragen trifft sich der Neokonservatismus à la Irving Kristol durchaus mit Grundüberzeugungen der religiösen Rechten (Theo-Cons):

„Ich glaube nicht, dass über Sittlichkeit auf der privaten Ebene entschieden werden kann. Ich denke, man braucht öffentliche Führung und öffentliche Unterstützung für einen moralischen Konsens. Die durchschnittliche Person hat instinktiv zu wissen, ohne darüber zu viel nachzudenken, wie sie ihre Kinder großzieht. […] Wenn man Maßstäbe hat, moralische Maßstäbe, dann muss man wollen, dass sie sich durchsetzen, und man hat letztlich zumindest für sie einzutreten.“

Andererseits streicht er in einem Interview 1987 auch die Unterschiede zu den „alten Konservativen“ heraus: Neo-Konservative seien anders, weil sie „Utilitaristen, keine Moralisten“ seien, „und weil ihr Ziel die Wohlfahrt der postindustriellen Gesellschaft ist, nicht die Wiederbelebung eines Goldenen Zeitalters.“ In seinem Buch Reflections of a Neoconservative fasst Kristol plakativ zusammen:

„Unsere revolutionäre Botschaft […] ist, dass Menschen mit Selbstdisziplin eine politische Gemeinschaft schaffen können, in der eine geordnete Freiheit sowohl den wirtschaftlichen Wohlstand als auch die politische Teilhabe voranbringt.“

Der Neokonservatismus in den USA grenzt sich auch dadurch dezidiert von traditionellen Right-Wing-Konservativen (mitunter als Paleo-Cons belächelt) ab, indem deren (wirtschafts- und außenpolitische) Konzepte des Protektionismus und Isolationismus – wie sie z. B. der Ex-Republikaner Pat Buchanan vertritt – verworfen werden. Strittig ist oft die Einschätzung von Donald Trump, der meist als Populist, jedoch nicht als Paläo- oder Neokonservativer bezeichnet wird.

### Hegemonie versus Völkerrecht
Den Neocons wurde und wird freilich nachgesagt, derlei humanitäre Argumente seien lediglich Vorwände für materiell inspirierte imperiale Bestrebungen; sie hätten de facto die Monroe-Doktrin – mit der im frühen 19. Jahrhundert Nord- und Südamerika zur ausschließlichen Interessenssphäre der USA erklärt wurden – kurzerhand auf den gesamten Planeten ausgedehnt. Kritiker werfen den Akteuren in den Vereinigten Staaten insbesondere vor, dass es ihnen in der politischen Praxis gleichgültig sei, wer welcher „Schurke“ ist – wesentlich sei für das Inkrafttreten allfällig angedrohter und mit „moralischen“ Argumenten untermauerter bzw. gerechtfertigter Sanktionen, ob der „Schurke“ auf Seiten der USA stehe oder nicht, eine interessensgeleitete und opportunistische – manche sagen: zynische – Haltung, die seit den Reaganites als „Kirkpatrick-Doktrin“ firmiert.
„Massenvernichtungswaffen waren nie der Hauptgrund für den Krieg. Noch war es die entsetzliche Unterdrückung im Irak. Oder die Gefahr, die Saddam für seine Nachbarn darstellte. […] Beim Feldzug im Irak geht es darum, Versprechen gegenüber den Vereinigten Staaten zu halten oder die Konsequenzen zu tragen“, so Daniel Pipes, Gründer des Middle East Forum (MEF) in Philadelphia, einer Denkfabrik, die nach eigenem Bekunden amerikanische Interessen im Nahen Osten „bestimmen und fördern“ will. Der Neocon Pipes, der eng mit dem American Enterprise Institute for Public Policy Research (AEI) kooperiert und Unterzeichner von dessen Grundsatz-Charta ist, gilt als kompromissloser Anti-Islamist. Präsident Bush hatte den ausgewiesenen Hardliner 2003 gegen den offenen Widerstand des Kongresses in den Vorstand des U.S. Institute of Peace berufen, dem er bis Januar 2005 angehörte.
Die „Abwesenheit tyrannischer Züge“ macht es gemäß Thomas Donnelly, ehemals einer der führenden Köpfe des AEI und derzeit u. a. bei der U.S.-China Economic and Security Review Commission tätig, den Feinden der Pax Americana indes schwer, gegen sie zu argumentieren und vorzugehen.

„Die amerikanische Weltordnung ist zu wohlwollend, besonders im Vergleich zu Alternativen wie der islamischen Theokratie oder dem chinesischen Kommunismus. Der amerikanische Imperialismus kann neue Hoffnungen auf Freiheit, Sicherheit und Wohlstand mit sich bringen.“

Seine Anziehungskraft könne gleichzeitig die Befürchtungen vor allzu großer militärischer Macht dämpfen:

„Wie in Afghanistan und vielleicht (wieder einmal) im Irak neigen von Despoten regierte unterdrückte Mehrheiten dazu, amerikanische Soldaten eher als Befreier zu sehen, denn als Eroberer.“

Seit dem 11. September 2001 habe auch Präsident Bush gelernt, dass es hart sei, ein „bescheidener Hegemon“ zu sein. Bush nehme in seinem Kampf gegen den Terrorismus keine Nation von den „‚wahren und unabänderlichen‘ amerikanischen Prinzipien von Freiheit und Gerechtigkeit aus.“ (Donnelly) „[Bush] sieht die Befolgung dieser Prinzipien als eine ‚nicht verhandelbare Forderung‘, die das ‚übergeordnete Ziel‘ des Krieges darstellt“, konstatiert er unter Anspielung auf Bushs apodiktische Äußerung (manche Kritiker weisen sie als Ultimatum zurück): „Entweder seid Ihr mit uns oder Ihr seid mit den Terroristen.“ (Thomas Donnelly)
Andererseits betonen die Verfechter des Neokonservatismus selbst, dass die außenpolitischen Konzepte durchaus nicht auf Lehrsätzen (oder Prinzipien) im Sinne einer zusammenhängenden Ideologie beruhen, sondern auf ihrer Interpretation geschichtlicher Erfahrungen:

„Es gibt keine Zusammenstellung von neokonservativen Überzeugungen hinsichtlich der Außenpolitik, nur eine Reihe von aus der Geschichte abgeleiteten Haltungen dazu. (Der neokonservative Lieblingstext über auswärtige Angelegenheiten ist – dank Professor Leo Strauss aus Chicago und Donald Kagan aus Yale – der von Thukydides über den Peloponnesischen Krieg.)“

Und auch Donnelly unterstreicht:

„Was wir genau erschaffen, wissen wir nicht.“

## Das geistige Fundament
„In der konservativen Bewegung der Vereinigten Staaten gibt es eine lange Debattentradition, und daraus sind zwei Denkschulen entstanden“, so der auch für die US-Regierung tätige Thomas Donnelly Anfang 2003 in einem Fernsehinterview: „Die erste ist die traditionelle Kissinger- und Realpolitik-Schule, die Balance of Power als Maxime hatte. Jeder Staat ist gleich und versucht, seine Macht zu erhalten und auszubauen. Stabilität kommt aus der Balance dieses Wettstreits“. Dagegen stehe die „neokonservative Reagan-Schule, die besagt: Es ist die Qualität der Regierung, die zu Kriegen und zu internationalem Wettstreit führt“. Seit dem 11. September habe die Reagan-Schule die Oberhand: „Wir betrachten unsere Werte als universelle Werte“, erläutert Donnelly. „Und Amerikaner hatten in der Geschichte sehr viel Erfolg damit, ihre Werte zu exportieren.“

### Vordenker und Wortführer
Als wichtiger Theoretiker für die Neokonservativen gilt der Philosoph Leo Strauss. Vielfach wird Strauss’ Einfluss dafür verantwortlich gemacht, dass der Neokonservatismus sehr ausgeprägte Züge des Machiavellismus aufweist. Insbesondere geht auf Strauss die Idee des „Mythos“ zurück (insbes. Religion und Nation). Dieses Konzept ist eng verbunden mit Strauss’ Ansatz, dass das Volk von der Elite belogen werden müsse. Dies ergibt sich aus Strauss’ tiefem Misstrauen gegen bzw. seinem Entsetzen über die liberale Gesellschaft. Der politische Mythos sei zwar nicht wahr, aber eine „notwendige Illusion“. Notwendig sei dies, weil die individuelle Freiheit die (einfachen) Menschen dazu verleite, „alles“ in Frage zu stellen, was dann die Gesellschaft insgesamt zerstören würde. Die Elite müsse diese Lügen öffentlich vertreten und leben, privat müssten sie diese natürlich nicht glauben. (Strauss wies hier gern auf den TV-Anwalt Perry Mason als Rollenvorbild hin.)
Albert Wohlstetter – u. a. Paul Wolfowitz’ Doktorvater; Wohlstetters Tochter war eine Jugendfreundin von Richard Perle – wird mit zahlreichen Protagonisten des Neokonservativismus in Verbindung gebracht. Der ausgewiesene Bellizist war schon zu Zeiten der Kubakrise Berater von John F. Kennedy.
Eine kompromisslose Politik der „provokativen Stärke“ durch Wettrüsten empfahl Fritz G. A. Kraemer, jüdischer Emigrant aus Essen, Jurist, US-Offizier und Absolvent und Lehrer am National War College, der von 1951 bis 1978 als Berater des US-Verteidigungsministeriums agierte und wesentlichen Einfluss auf James R. Schlesinger ausübte. Diesen hatte er schon 1944 kennengelernt und „entdeckt“. Weitere Zöglinge Kraemers waren Donald Rumsfeld und Alexander Haig. Auch der deutsche Parlamentsberater, Verfechter des NATO-Doppelbeschlusses und Investor Hubertus Hoffmann beruft sich auf ihn. Kraemers Prinzip Peace through Strength und die Fokussierung auf die Herausbildung einer starken und exzellenten Elite als Reaktion auf die von ihm als materialistisch, feige und faul wahrgenommene bürgerliche Gesellschaft fand auch bei Richard Nixon Beachtung. Nachhaltige Wirkung sowohl auf Politiker als auch auf Intellektuelle – allerdings nicht nur neokonservativer Herkunft – hatte auch der aus Tschechien stammende Josef Korbel (der Vater der ehemaligen US-Außenministerin Madeleine Albright).

### Der Streit um das nationale Erbe
Ein regelrechter geistiger Krieg zwischen liberals (hier im Sinne von Progressive, was in den USA mit „linksorientiert“ gleichgesetzt wird) und conservatives wird schließlich um das ursprüngliche US-amerikanische intellektuelle Erbe geführt, insbesondere das der Gründerväter und großen Präsidenten wie George Washington, Thomas Paine, Thomas Jefferson und Abraham Lincoln, dem Übervater der Grand Old Party wie auch der Union insgesamt. Nicht nur bei dieser Gelegenheit beklagen „Linke“ wie „Rechte“ gleichermaßen das „Gossenniveau“ (so Norman Birnbaum, Professor an der Georgetown University), das die politische Auseinandersetzung in den USA oft weithin kennzeichne. Birnbaum, der sich selbst für patriotischer hält „als diese Leute“, betrachtet den Erfolg der Neocons als die Kehrseite der Schwäche der Linken, die dort zum „korporativistischen Verband degradiert“ sei.

### Denkfabriken und Machtapparat
In der Regierung George W. Bushs wurden eine Reihe einflussreicher Politiker dem Lager der Neokonservativen zugerechnet, darunter neben Perle und Wolfowitz: Douglas J. Feith (Verteidigungsministerium), der ehemalige Staatssekretär im Außenministerium und UN-Botschafter der USA John R. Bolton und Lewis Libby (Chief of Staff unter Vizepräsident Dick Cheney). Als ihre „Schaltzentrale“ wird unter anderem das 1943 gegründete AEI genannt, eine expandierende Denkfabrik in Washingtons Zentrum (einer der Hauptgeldgeber: die Lynde and Harry Bradley Foundation). Erheblichen Einfluss hatte auch das im selben Haus wie das AEI ansässige, 2006 aufgelöste Project for the New American Century (PNAC; 1997 – 2006), dem zahlreiche der Bush-Regierung nahestehende Intellektuelle und Politiker angehörten; ab 2009 Foreign Policy Initiative (FPI). Zu Zeiten der Präsidentschaft Ronald Reagans galt die Heritage Foundation (gegr. 1973) als die einflussreichste „rechte“ Denkfabrik. 1977 wurde das Cato Institute gegründet, 1984 das Competitive Enterprise Institute (CEI) und The Heartland Institute sowie 1985 Americans for Tax Reform (ATR) und die Zweimonatszeitschrift The National Interest. 1997 begründeten Eliot A. Cohen u. a. das Project for the New American Century, das unter der Präsidentschaft von George W. Bush großen Einfluss auf das U.S. Secretary of Defense ausübte. Daneben gibt es eine ganze Reihe weiterer Denkfabriken, bei denen eine unterschiedliche Anzahl von Mitgliedern dem neokonservativen Lager zugerechnet werden, so etwa das seit 1921 bestehende Council on Foreign Relations (CFR; dort ist u. a. der Wall-Street-Journal-Kolumnist Max Boot aktiv), die Foreign Policy Initiative und das Manhattan Institute for Policy Research mit seiner Vierteljahresschrift City Journal, das sich nach der Strafrechtsverschärfung und der Terrorismusbekämpfung seit 2009 dem weltweiten Freihandel widmete.

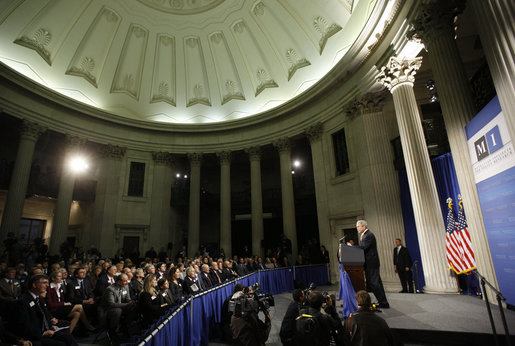
Präsident Bush als Gastredner auf einem Meeting des Manhattan Institute im Federal Hall National Memorial am 13. November 2008

Anfang 2005 wurde das „Komitee gegen die gegenwärtige Gefahr“ (Committee on the Present Danger) wieder ins Leben gerufen, in dem sich u. a. der ehemalige CIA-Chef James Woolsey engagiert. Nicht nur mit Eliana Benador verfügen die Neocons über eine einflussreiche PR-Agentur mit vielfältigen Kontakten zu Politik, Wirtschaft und Medien, obgleich bei Benador Associates nahezu alle prominenten Neocons versammelt und vertreten sind. Nach der Ära Bush sei der Einfluss der Neokonservativen allerdings wieder zurückgegangen.

## Publizistische Foren
Zu den Periodika, die als neokonservativ gelten oder regelmäßig Beiträge neokonservativer Vordenker veröffentlichen, zählen
- The Weekly Standard (wohl das einflussreichste Magazin, 1995 von William Kristol – dem Sohn Irving Kristols – gegründet, 2018 eingestellt)
- The Public Interest (Mitbegründer: Irving Kristol – „Kein anderes Magazin hat eine vergleichbare Wirkung, die Sozialwissenschaften aufrichtig und ehrlich zu halten“ (Francis Fukuyama))
- Commentary (bis 2007 zugleich Presseorgan des American Jewish Committee; bis 1995 von Norman Podhoretz herausgegeben, heute von seinem Sohn John Podhoretz)[31]
- The New Criterion (vor allem eine Kunst- und Kulturzeitschrift)
- Policy Review
- The American Spectator

Auch in Blättern wie der New York Times und dem Wall Street Journal, die in ihren Seiten traditionell ein breites Meinungsspektrum abbilden, erscheinen Beiträge neokonservativer Autoren. Insbesondere nach dem Irakkrieg 2003 wurden auch einige traditionell linke Publikationen des Neokonservatismus bezichtigt, weil sie sich für den Militäreinsatz der USA aussprachen, insbesondere The New Republic; ähnlich erging es dem Journalisten Christopher Hitchens.